# 八幡駅 (福岡県)
八幡駅（やはたえき）は、福岡県北九州市八幡東区西本町三丁目にある、九州旅客鉄道（JR九州）鹿児島本線の駅である。駅番号はJA22。

## 歴史

### 年表

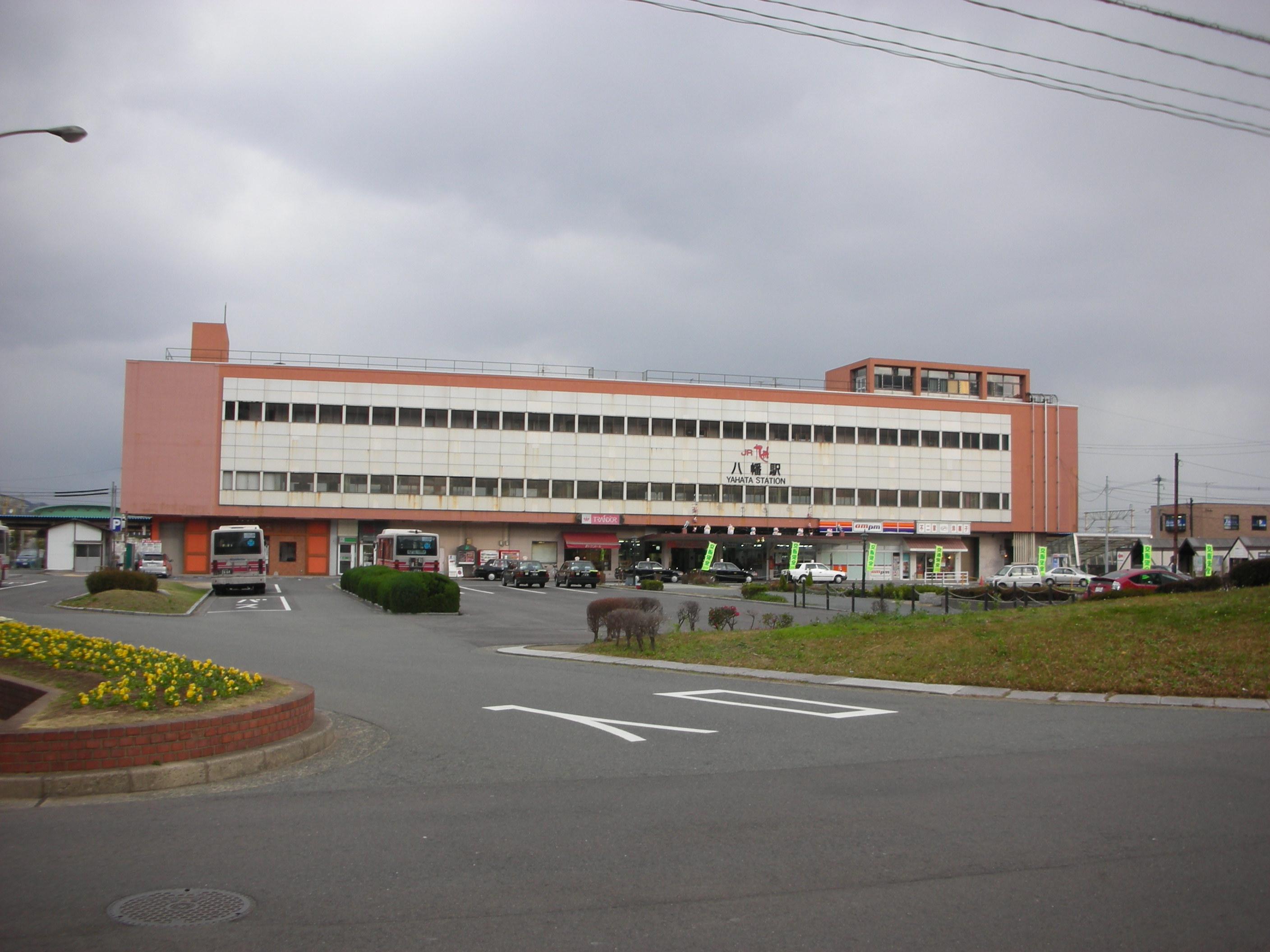
旧駅舎（2006年12月）

- 1902年（明治35年）12月27日：九州鉄道（初代）が開設[1][3]。
- 1907年（明治40年）7月1日：九州鉄道（初代）が国有化され帝国鉄道庁が所管[3]。
- 1954年（昭和29年）10月1日：貨物の取り扱いを廃止[3]。
- 1955年（昭和30年）8月1日：駅舎移転[1]。駅舎（民衆駅）落成式[1]。約1km（営業キロで1.1km）西側へ移転し営業キロが枝光 - 八幡駅間2.1km→3.2km、八幡 - 黒崎駅間3.8km→2.7kmに変更。
- 1986年（昭和61年）11月1日：荷物扱い廃止[3]。
- 1987年（昭和62年）4月1日：国鉄分割民営化により、九州旅客鉄道（JR九州）が継承[3]。
- 2000年（平成12年）6月19日：自動改札機を設置し、供用開始[4]。
- 2008年（平成20年）3月1日：八幡駅ビルグランドオープン[1]。
- 2009年（平成21年）3月1日：ICカード「SUGOCA」の供用開始[5]。
- 2022年（令和4年）3月12日：みどりの窓口の営業時間が短縮され、7時30分から19時までの営業となる[2]。
- 2023年（令和5年）10月1日：駅体制の見直しに伴い、これまでJR九州サービスサポートによる駅業務受託となっていた業務委託駅から[6]、九州旅客鉄道本体による直営駅へと変更される[7]。

### 駅名の由来
遠賀郡八幡村に由来。
明治22年に枝光村・尾倉村・大蔵村の3村が合併することになった際、3村の鎮守神がそれぞれ枝光八幡宮・豊山八幡神社・乳山八幡神社であったため、八幡村となった。

## 駅構造
島式ホーム2面4線を有する築堤上の高架駅。線路・ホームと駅舎が同じ高さにあり、それらをつなぐ通路と、北口への自由通路（東田方面連絡通路）が築堤の下を通っている。プラットホームと地下通路、地下通路と駅舎を結ぶエレベーターが設置されている。みどりの窓口が設置されている。SUGOCAの使用が可能である。
旧駅舎は1955年に建てられており、築50年を越えるため、老朽化から2007年1月から解体・新駅舎建設作業が行われ、この間、駅事務所・券売機・改札は本来の駅舎敷地より西側に建てられたプレハブの仮駅舎に移った。11月1日、新駅舎でのプレオープンが行われ、かつて同駅に入居していたJR九州グループのトランドールと、同じくJR九州の傘下企業であるドラッグイレブンの店舗が入居したほか、新駅舎は地上5階建・2 - 5階は立体駐車場という構造となった。2008年3月1日正式オープンした。
旧駅舎には北九州市立自然史博物館が入居しており、「博物館のある駅」として有名であったが、2002年11月3日の北九州市立いのちのたび博物館開館によってその使命を終えた。

### のりば
| のりば | 路線       | 方向 | 行先           |
| ------ | ---------- | ---- | -------------- |
| 1・2   | 鹿児島本線 | 下り | 折尾・博多方面 |
| 3・4   | 鹿児島本線 | 上り | 小倉・下関方面 |

- 快速・区間快速・普通が停車する。また、朝は博多方面の特急列車の一部、夜は小倉方面の特急列車の一部も停車する。かつて運行していた「ドリームにちりん」は上下とも停車していた。
- 2・3番線は待避線で、当駅で優等列車を待避する普通、快速列車が使用する。

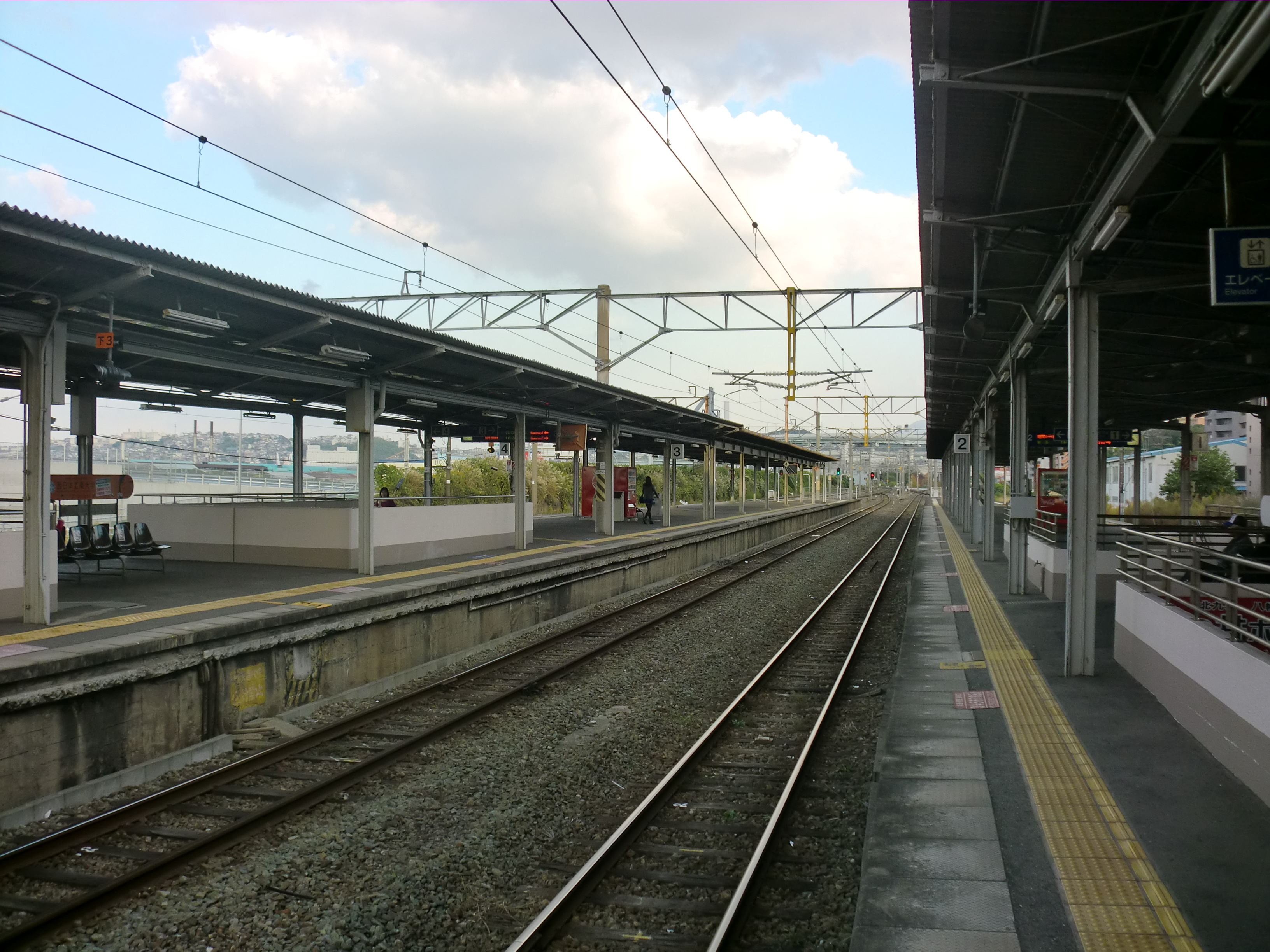
ホーム（2012年11月）
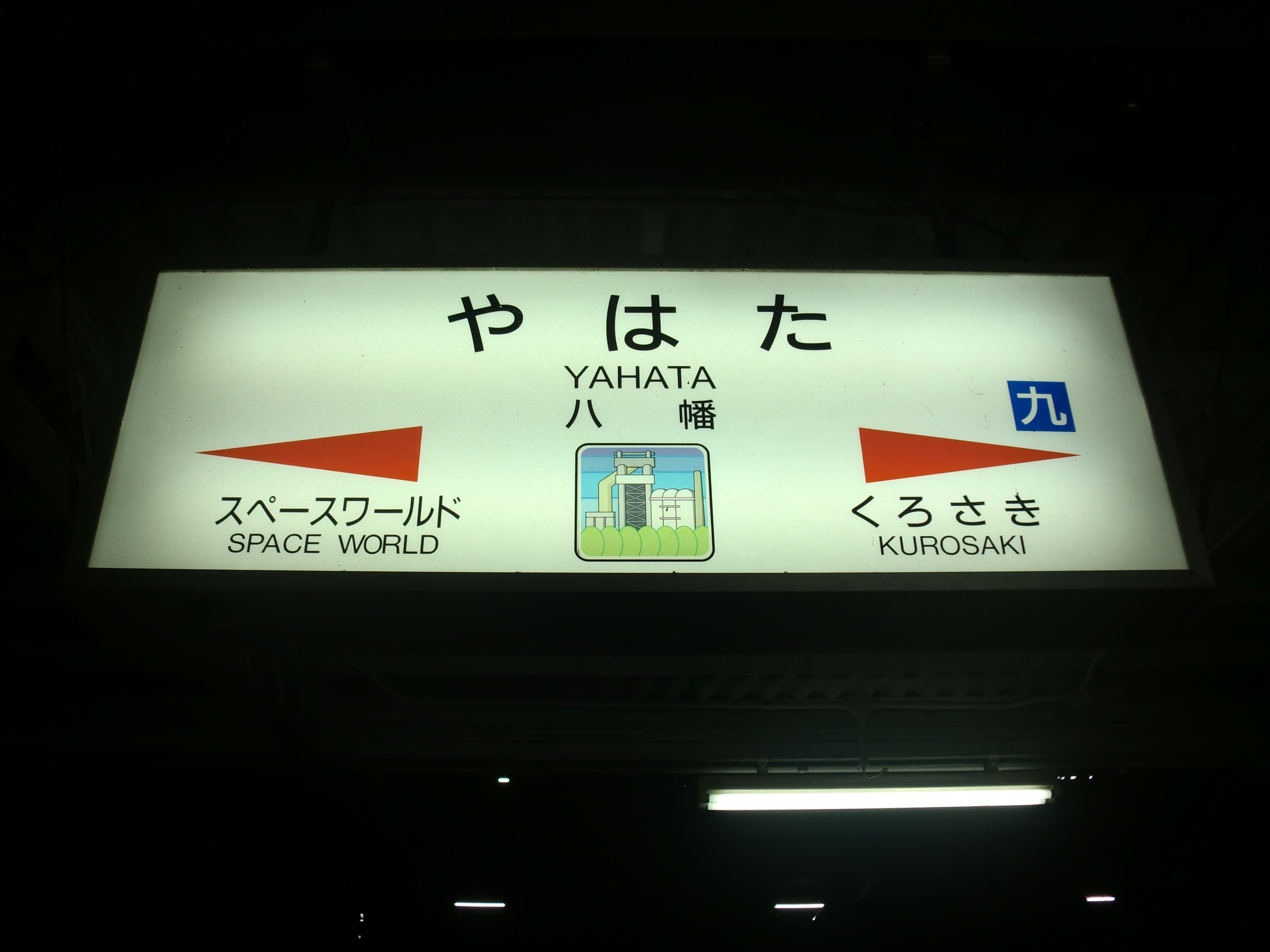
駅名標（2012年10月、八幡製鐵所のイラストがある）

## 駅弁
販売業者：東筑軒（駅ビル「まるうまうどん」内にて販売）。主な駅弁は下記の通り。
- 大名道中駕籠かしわ
- かしわめし

## 利用状況
2023年（令和5年）度の1日平均乗車人員は5,712人であり、JR九州の駅としては古賀駅に次いで第29位である。
JR九州及びとうけい北九州によると、近年の1日平均乗車人員の推移は下記の通り。
| 年度   | 1日平均 乗車人員 |
| ------ | ---------------- |
| 1965年 | 11,038           |
| 2000年 | 8,554            |
| 2001年 | 8,606            |
| 2002年 | 7,659            |
| 2003年 | 7,465            |
| 2004年 | 7,454            |
| 2005年 | 7,227            |
| 2006年 | 7,327            |
| 2007年 | 7,178            |
| 2008年 | 7,118            |
| 2009年 | 6,853            |
| 2010年 | 6,936            |
| 2011年 | 6,996            |
| 2012年 | 6,955            |
| 2013年 | 6,953            |
| 2014年 | 6,670            |
| 2015年 | 6,703            |
| 2016年 | 6,745            |
| 2017年 | 6,761            |
| 2018年 | 6,685            |
| 2019年 | 6,672            |
| 2020年 | 5,094            |
| 2021年 | 5,432            |
| 2022年 | 5,592            |
| 2023年 | 5,712            |

## 駅周辺
駅本屋がホーム南側に設置され駅前に西鉄バスが発着する。駅の約100m南側を国道3号が鹿児島本線に並行して駅前ロータリーの真下をくぐるような形で東西に通っている。また駅北側には北九州高速道路東田出入口が近接している。
隣の黒崎駅周辺地区と比較して商業集積度は低い。駅の南側は、駅舎が現在地に移転した旧八幡市時代から「文化の拠点」とした街づくりがされており、周辺には市立病院・市民会館・市立図書館・武道場・大学・国際村交流センターなどが存在している。
1990年代以降、八幡駅前市街地再開発事業により高層マンションが建設され、さわらびガーデンモール八幡が開業。再開発ビルにはテナントとして、飲食店等が軒を連ねている。
駅北側はかつて新日本製鐵（新日鉄）八幡製鐵所の構内だったが、敷地面積縮小により遊休地化し再開発が進められており、大型商業施設も立地している。
2008年より前田祇園山笠が駅構内にて集団山見せを行う。

### 駅舎内
- 自走式立体駐車場（330台収容。月極駐車場及び時間貸駐車場）
- ドラッグイレブン
- トランドール(2020年閉店)
- ファミリーマート
- 西鉄バス北九州バスターミナル
- 魚民八幡駅店(2020年閉店)

### 駅周辺の各種施設など

#### 駅改札口
- さわらびガーデンモール八幡
- 北九州八幡東病院
- 北九州市立八幡病院
  - 救命救急センター
- 九州健康総合センター
- 北九州市立八幡東柔剣道場
- 北九州市立八幡市民会館
- 北九州市立尾倉中学校
- 北九州市立国際村交流センター
- 北九州市立響ホール
- 国際協力機構 九州国際センター
- 福岡ひびき信用金庫本店
- 西日本シティ銀行八幡駅前支店
- NTT西日本マイラインセンター（八幡ビル）
- 九州電力八幡営業所・九州電力送配電八幡配電事業所
- 現代美術センター・CCA北九州
- 九州国際大学
- 北九州市立桃園球場
- 皿倉山[1]
  - 皿倉山ケーブルカー山麓駅[1]
- 千草ホテル
- レッドキャベツ八幡駅前店

#### 北口
- 日本製鉄八幡製鐵所洞岡門（八幡地区）
- 北九州テレコムセンター
- コジマ×ビックカメラ八幡店
- スーパーセンタートライアル八幡東田店
- ミスターマックス八幡東店
- ナフコ八幡東店
- 西日本産業衛生会 八幡健診プラザ
- HOTEL AZ北九州八幡店
- 釣具のポイント八幡本店

## 西鉄北九州線八幡駅前停留場（廃止）
八幡駅の南方の旧電車通り上には、かつて西日本鉄道北九州線の八幡駅前停留場があった。1955年（昭和30年）8月の八幡駅移転以前の最寄り停留場は春の町停留場であったが、八幡駅の移転に伴い、1955年（昭和30年）8月に新駅近くの電車通り上に新たに八幡駅前停留場が設置されたもの。1992年（平成4年）10月25日の北九州線砂津 - 黒崎駅前間廃止まで営業した。
停留場構造は、上下線それぞれに安全地帯のある乗降場を備えた2面2線の構造で、他に上下線間の渡り線があり、この渡り線はおもに筑豊電鉄直通車の折返しに使用された。1985年（昭和60年）10月の北九州線縮小以前は、筑豊電鉄直通車は黒崎駅前や当停留場発着のほか砂津・戸畑方面との間でも運転されていたが、同年の縮小以降は当停留場が営業運転での乗入れ東限となった。黒崎駅前の折返し線容量との関係もあり、直通本数の多い朝夕ラッシュ時の当停留場への乗入れは1992年の廃止まで続けられた。

## 隣の駅
九州旅客鉄道（JR九州）
 鹿児島本線
- 特急「ソニック」「きらめき」「リレーかもめ」一部停車駅

■快速
戸畑駅 (JA25) - スペースワールド駅(JA23)(一部停車) - 八幡駅 (JA22) - 黒崎駅 (JA21)
■区間快速・■普通
スペースワールド駅 (JA23) - 八幡駅 (JA22) - 黒崎駅 (JA21)